# 웰컴 (영화)
《웰컴》(영어: Welcome)은 2009년에 개봉한 프랑스의 영화이다.

## 줄거리
이 영화는 이혼 절차를 밟고 있는 프랑스 수영 코치 시몽 칼마(뱅상 랭동)의 이야기를 다룬다. 시몽은 젊은 이라크-쿠르드 이민자 빌랄 카야니(피라트 아이베르디)를 돕으려 하는데, 빌랄은 여자친구 미나(데리아 아이베르디)와 재회하기 위해 무슨 수를 써서라도 칼레에서 영국 해협을 건너 영국으로 가고 싶어한다. 한편, 미나의 아버지는 딸을 식당을 소유한 사촌과 결혼시키고 싶어 빌랄의 계획에 강하게 반대한다. 다른 이민자들과 함께 붙잡혀 프랑스로 돌려보내진 후, 빌랄은 "바즈다"(운동 능력과 축구, 특히 맨체스터 유나이티드에 대한 사랑 때문에 "달리기 선수"라는 별명을 얻었다)라는 별명을 가진 젊은 빌랄이 수영 강습에 등록하여 영국 해협을 건널 수 있도록 훈련할 의사를 보이자 시몽은 그에게 일시적인 피난처를 제공한다. 경찰이 시몽의 아파트를 수색한 후, 빌랄은 마지막 시도를 감행하고 해안 경비대를 피해 숨어있다가 영국 해안에서 800m 떨어진 곳에서 익사한다. 시몽은 미나에게 이 소식을 알리러 간다.

## 한국판 성우진(KBS)
- 이정구 - 시몽(뱅상 랭동)
- 남도형 - 빌랄 (피랫 아이베르디)
- 소연 - 마리옹(오드리 다나)
- 서문석 - 아빠(무아파크 러쉬디)
- 오수경 - 엄마(베히 다나티 아타이)
- 김영진 - 카라티니(올리비에 라보르딘)
- 류다무현 - 브르노(티에리 고다드)
- 이규석 - 조란(셀림 악굴)
- 김대중 - 코반(피랫 셀릭)
- 방우호 - 미르코(뮤랫 수바시)
- 배진홍 - 미나(데리아 아르베르디)
- 김두용 - 알랭(야니크 레니에르)